# Elodes flavoangularis
Elodes flavoangularis es una especie de coleóptero de la familia Scirtidae.

## Distribución geográfica
Habita en Turquía.